# Glossina brevipalpis
Glossina brevipalpis
Pour les articles homonymes, voir Mouche et Goma Tsé-Tsé.
Espèce
Glossina brevipalpis est l'une des 23 espèces reconnues de mouches tsé-tsé (genre Glossina), elle appartient au groupe de forêt/fusca (sous-genre Austenina).

## Distribution
On savait que Glossina brevipalpis était largement dispersée en Afrique de l'Est, de la Somalie et de l'Éthiopie au nord jusqu'à l'Afrique du Sud au sud. Une revue récente de la littérature scientifique pour la période 1990-2020 a corroboré ces rapports antérieurs pour 6 pays ; Kenya, Mozambique, Rwanda, Afrique du Sud, la République-Unie de Tanzanie, et la Zambie. Les rapports provenant d’autres pays, comme la République démocratique du Congo, le Burundi, l’Éthiopie, le Malawi, la Somalie, l’Ouganda et le Zimbabwe, remontent à des périodes antérieures à 1990,.